# GNOME虚拟文件系统
GNOME虚拟文件系统（英語：GNOME Virtual file system，缩写GVfs）是GNOME为GIO的I/O抽象设计的用户空间虛擬檔案系統，并自GLib 2.15.1起在其中提供一个库。它安装了数个模块，这些模块由使用libgio API的应用程序自动使用。它也有FUSE支持，以允许不使用GIO的应用程序访问GVfs文件系统。
需要注意的是，Linux内核使用的文件系统抽象也被称为虛擬檔案系統（VFS）层，但那更加底层。